# سیارک ۱۵۴۱۴۱
سیارک ۱۵۴۱۴۱ (به انگلیسی: 154141 Kertesz، نامگذاری:2002EJ160)۱۵۴۱۴۱مین سیارک کشف شده‌است که در ۱۲ مارس ۲۰۰۲ کشف شد.